# Antonio Guzmán Núñez
Antonio Guzmán Núñez (Torrejón de Ardoz, 2 de dezembro de 1953) é um ex-futebolista espanhol, que atuava com meio-campo.

## Carreira
Antonio Guzmán Núñez fez parte do elenco da Seleção Espanhola de Futebol da Copa do Mundo de 1978.